# Höghoppning vid världsmästerskapen i simsport 2025
Höghoppning vid världsmästerskapen i simsport 2025 avgjordes mellan den 24 och 27 juli 2025 på Sentosa i Singapore.

## Program
Det tävlades i två grenar.
Alla tider är lokala (UTC+8).
| Datum        | Tid   | Gren                          |
| ------------ | ----- | ----------------------------- |
| 24 juli 2025 | 11:00 | Damernas tävling, omgång 1–2  |
| 24 juli 2025 | 14:00 | Herrarnas tävling, omgång 1–2 |
| 25 juli 2025 | 11:00 | Damernas tävling, omgång 3–4  |
| 25 juli 2025 | 14:00 | Herrarnas tävling, omgång 3–4 |
| 26 juli 2025 | 11:00 | Damernas tävling, omgång 5    |
| 26 juli 2025 | 12:00 | Damernas tävling, omgång 6    |
| 27 juli 2025 | 11:00 | Herrarnas tävling, omgång 5   |
| 27 juli 2025 | 12:00 | Herrarnas tävling, omgång 6   |

## Medaljörer
| Gren                          | Guld                          | Guld   | Silver                   | Silver | Brons                          | Brons  |
| Herrarnas tävling Detaljer... | James Lichtenstein · USA      | 428,90 | Carlos Gimeno · Spanien  | 425,30 | Constantin Popovici · Rumänien | 408,70 |
| Damernas tävling Detaljer...  | Rhiannan Iffland · Australien | 359,25 | Simone Leathead · Kanada | 314,50 | Maya Kelly · USA               | 310,00 |

## Medaljtabell
*   Värdland ( Singapore)
| Nr                  | Nation              | Guld | Silver | Brons | Totalt |
| ------------------- | ------------------- | ---- | ------ | ----- | ------ |
| 1                   | USA                 | 1    | 0      | 1     | 2      |
| 2                   | Australien          | 1    | 0      | 0     | 1      |
| 3                   | Kanada              | 0    | 1      | 0     | 1      |
| 3                   | Spanien             | 0    | 1      | 0     | 1      |
| 5                   | Rumänien            | 0    | 0      | 1     | 1      |
| Totalt (5 nationer) | Totalt (5 nationer) | 2    | 2      | 2     | 6      |